# Єлене (Мазовецьке воєводство)
Єлене (пол. Jelenie) — село в Польщі, у гміні Острув-Мазовецька Островського повіту Мазовецького воєводства.
Населення — 240 осіб (2011).
У 1975-1998 роках село належало до Остроленцького воєводства.

## Демографія
Демографічна структура станом на 31 березня 2011 року:
|          | Загалом | Допрацездатний вік | Працездатний вік | Постпрацездатний вік |
| -------- | ------- | ------------------ | ---------------- | -------------------- |
| Чоловіки | 127     | 32                 | 76               | 19                   |
| Жінки    | 113     | 22                 | 56               | 35                   |
| Разом    | 240     | 54                 | 132              | 54                   |